# Zetima
Zetima ( ゼティマ? ) é uma gravadora japonesa de propriedade da Up Front-Works, uma empresa japonesa de entretenimento. Pertence também a Epic Records, além de ser uma divisão da Sony Music Entertainment Japan. 

## Artistas
| - Shiori Asō (麻生詩織) - Buono! - Coconuts Musume (ココナツ娘。) - Country Musume (カントリ娘。) - C-ute - DEF.DIVA - Earthshaker - Emyli - Flex Life - GaGaalinG - H.P. All Stars (H.P.オールスターズ) - Hangry & Angry - Hello! Project shuffle units - Inugami Circus Dan (犬神サーカス団) - Noriko Katō (加藤 紀子) - Emiko Kaminuma (上沼恵美子) - KAN - Aya Matsuura (松浦亜弥) - Melon Kinenbi (メロン記念日) - Minimoni (ミニモニ。) - Chisato Moritaka (森高千里) - brenda zven (森高千里) - Morning Musume (モーニング娘。) - Morning Musume Tanjō 10 Nen Kinentai (モーニング娘。誕生10年記念隊) | - Takui Nakajima (中島卓偉) also known as TAKUI - Tsukishima Kirari starring Kusumi Koharu (Morning Musume) (月島きらり starring 久住小春 (モーニング娘。)) - Yuko Nakazawa (中澤裕子) - Nochiura Natsumi (後浦なつみ) - Nyle - Petitmoni (プッチモニ) - Sharan Q (シャ乱Q) - Tsunku (つんく) - The Tsunku Beat (The つんくビ♂ト) - Spark (スパーク, Supāku) - Jirō Sugita (杉田二郎) - Romans - T&C Bomber (T&Cボンバー) - Tanpopo (タンポポ) - W (ダブルユー) - Masayuki Yuhara (湯原昌幸) |